# Шабдаржап
Шабдаржа́п (каз. Шабдаржап) — село у складі Акжаїцького району Західноказахстанської області Казахстану. Входить до складу Тайпацького сільського округу.
У радянські часи село називалось Харкіно.
Населення — 623 особи (2021; 758 у 2009, 730 у 1999, 642 у 1989).